# Joseph Anthony Toal

Wappen von Joseph Anthony Toal

Joseph Anthony Toal (* 13. Oktober 1956 in Roy Bridge, Schottland) ist Bischof von Motherwell.

## Leben
Joseph Anthony Toal empfing am 10. Juli 1980 das Sakrament der Priesterweihe. Nach Tätigkeiten in der Pfarrseelsorge und als Lehrer am Knabenseminar in Blairs wurde er 1999 an das Royal Scots College in Salamanca berufen, wo er zunächst Spiritual, später Vizerektor und schließlich bis 2008 Rektor war.
Am 16. Oktober 2008 ernannte ihn Papst Benedikt XVI. zum Bischof von Argyll and the Isles. Der Erzbischof von Saint Andrews und Edinburgh, Keith Patrick Kardinal O’Brien, spendete ihm am 8. Dezember desselben Jahres die Bischofsweihe; Mitkonsekratoren waren der emeritierte Bischof von Argyll and the Isles, Ian Murray, und der Apostolische Nuntius im Vereinigten Königreich, Erzbischof Faustino Sainz Muñoz.
Am 29. April 2014 ernannte ihn Papst Franziskus zum Bischof von Motherwell. Die Amtseinführung fand am 23. Juni desselben Jahres statt.